# Stereonephthya hyalina
Stereonephthya hyalina is een zachte koraalsoort uit de familie Alcyoniidae. De koraalsoort komt uit het geslacht Stereonephthya. Stereonephthya hyalina werd in 1954 voor het eerst wetenschappelijk beschreven door Utinomi. 